# Языки Габона

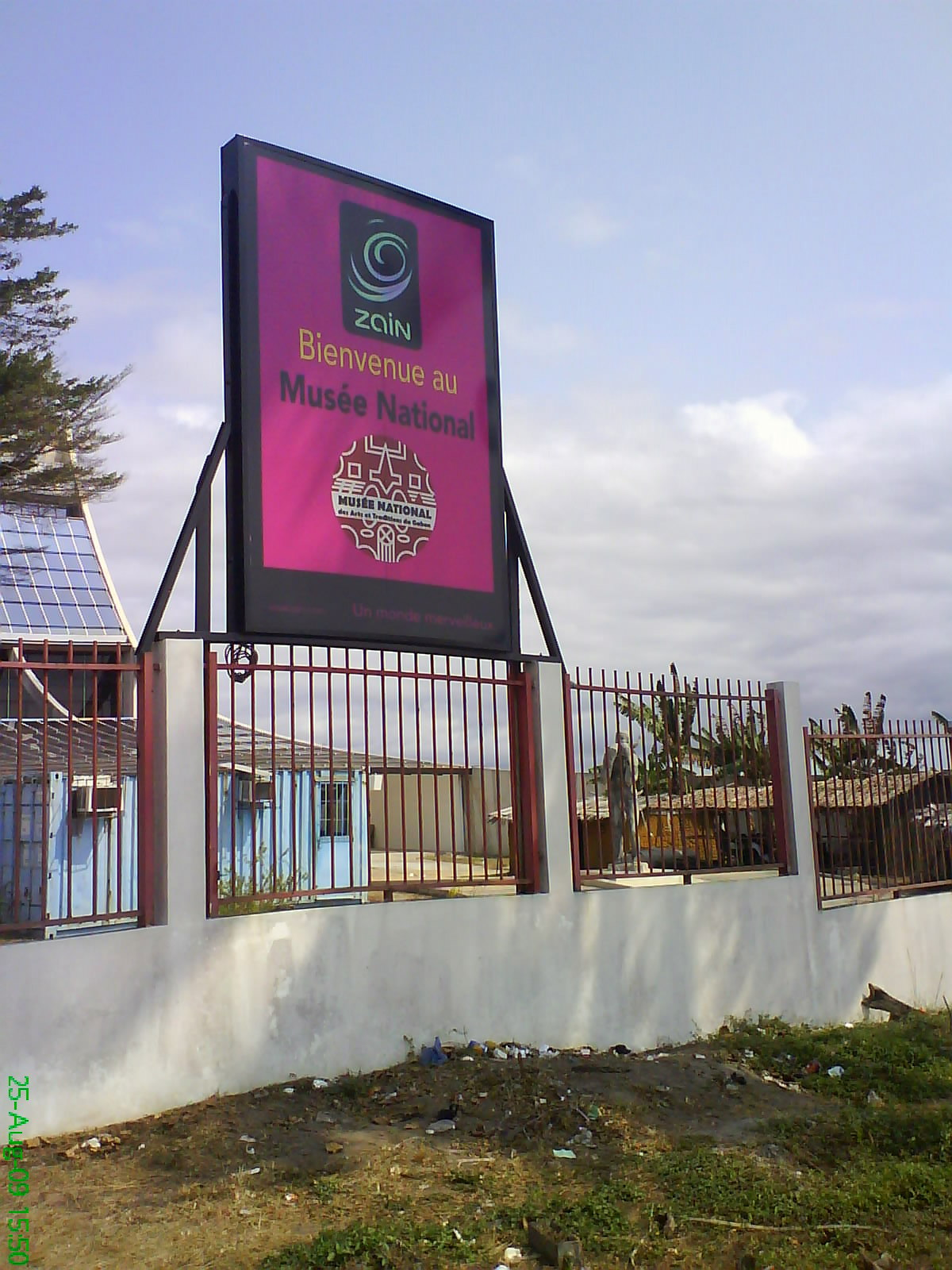
Вывеска на французском у Национального музея в Либревиле

Официальным языком Габона является французский язык. По данным международной организации франкоязычных стран (МОФ) на 2018 год 66 % населения Габона владеет французским языком. Около 32 % населения говорят на языке фанг и считают его родным языком. 
До Второй мировой войны французским языком владело очень мало жителей Габона. Почти все из них работали в сфере бизнеса или в администрации правительства. После войны французский стал языком образования в Габоне. Согласно переписи 1960-61 годов, 47 % габонцев в возрасте старше 14 лет могли говорить на французском, однако лишь 13 % были грамотны. К 1990 году уровень грамотности вырос до 60 %.
При этом, довольно небольшой процент, всего несколько тысяч человек, имеют среднее и высшее образование и могут бегло говорить по-французски. Оценочно, около 80 % населения Габона могут говорить по-французски. Треть жителей Либревиля считают французский родным языком. В Габоне также проживают более 10 000 французов. Французский язык преобладает в торговых и культурных контактах Габона за рубежом.
Все местные языки Габона принадлежат к языковой семье банту, всего в стране насчитывается около 40 языков. В основном это бесписьменные разговорные языки. Начиная с 1840 года, французские и американские миссионеры разработали транскрипцию и алфавит, основанный на латинице, для многих местных языков и даже перевели Библию на некоторые из них. Однако политика французской колониальной администрации привела к тому, что местные африканские языки не могли конкурировать с французским, и он стал абсолютно доминирующим в сфере образования, бизнеса и культуры.
Местные языки продолжают передаваться внутри семьи, родов и племен. Как правило, жители Габона владеют несколькими языками банту. Начиная с 1970-х годов правительство Габона финансирует исследования языков банту. В 1989 году был разработан научный алфавит для языков Габона.
Три крупнейших языка Габона фанг, мбере и сира. Каждым из них владеет 25-30 % населения. Остальными языками владеют по несколько тысяч человек, что составляет единицы процентов.

## Языки
В Габоне говорят на 41 языке: бака, баквел, барама, бвиси, бенга, буби, ванджи, вили, вумбу, вумбву, дума, канде, канинги, келе, кота, лумбу, махонгве, мбама, мбангве, мбере, мьене, нгом, ндаса, нджеби, ндуму, пинджи, пуну, саке, сангу, секи, сигху, симба, сира, теке-теге, тсаанги, тсого, тчитчеге, фанг, французский, янгхо, яса.